# 荒尾駅 (熊本県)
荒尾駅 （あらおえき）は、熊本県荒尾市万田にある、九州旅客鉄道（JR九州）鹿児島本線の駅である。駅番号はJB28。熊本県最北端の駅。
世界文化遺産万田坑の最寄駅であることから、「世界文化遺産万田坑駅」の愛称がついている。
本項では、1964年（昭和39年）に廃止した荒尾市営電気鉄道（荒尾市電）の荒尾駅についても記述する。

## 歴史

### 年表

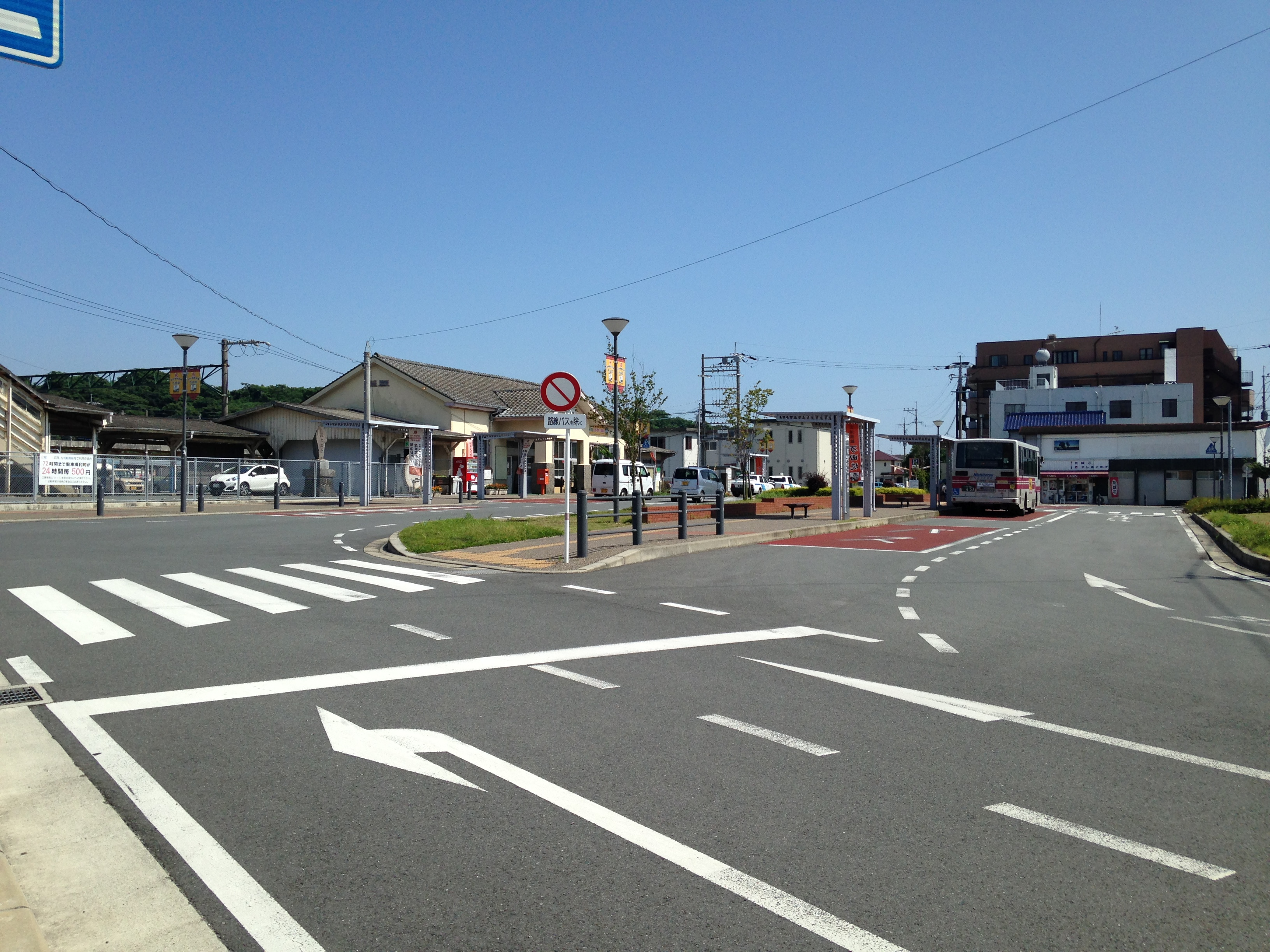
駅前ロータリー（リニューアル後）

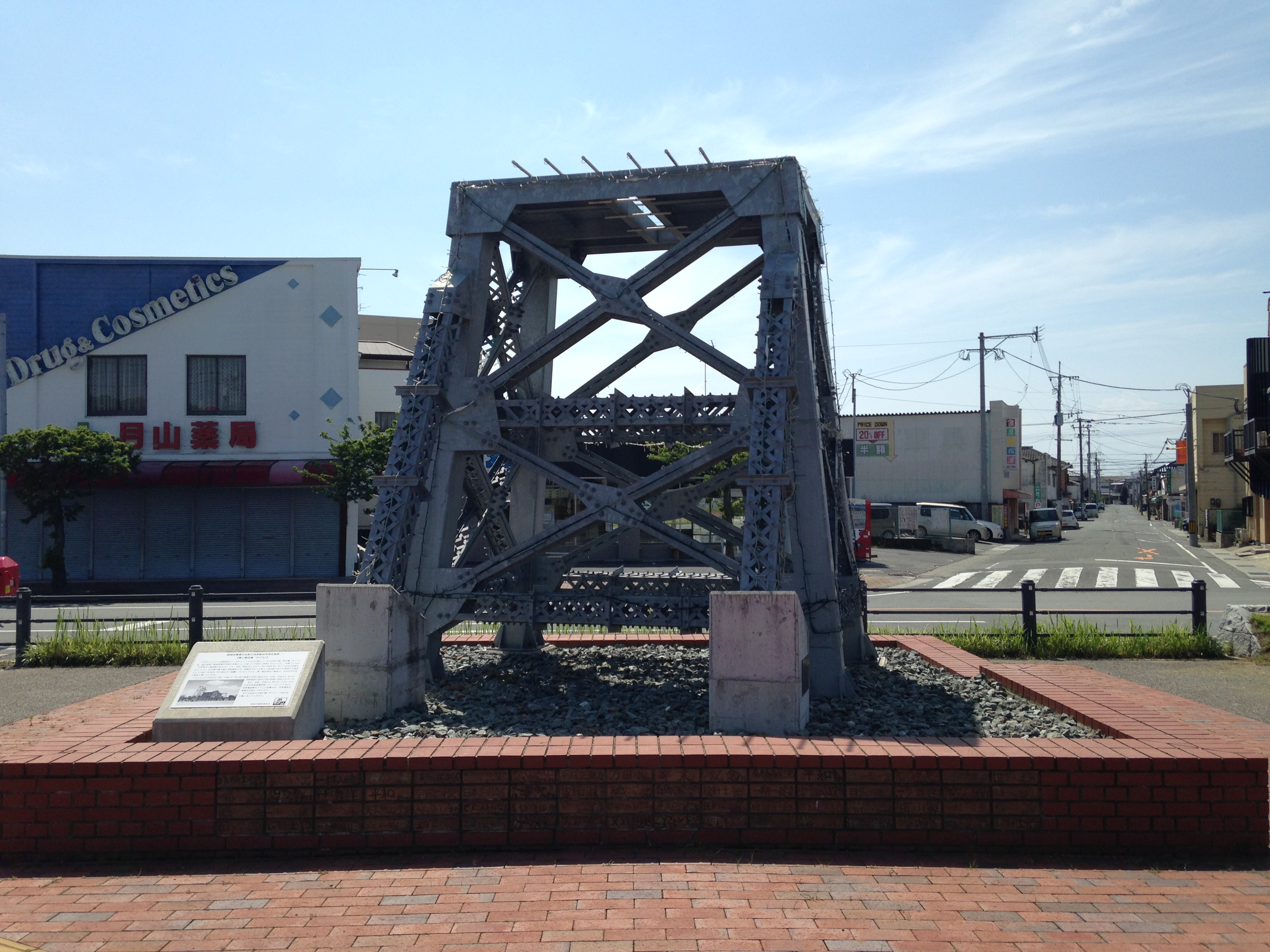
三井三池炭鉱万田坑第二竪坑櫓のモニュメント

- 1912年（大正元年）11月1日：鉄道院の万田駅（まんだえき）として開業[2]。
- 1943年（昭和18年）6月15日：荒尾駅に改称[2]。
- 1945年（昭和20年）3月：2代目の駅舎に改築。
- 1949年（昭和24年）12月21日：荒尾市電、市電荒尾駅 - 境崎駅間開通により市電荒尾駅（後の荒尾駅）が開業する。
- 1961年（昭和36年）10月 - 三池鉄道、三池本線からの貨物連絡線を開業。
- 1964年（昭和39年）10月1日：荒尾市電廃止。荒尾市電の荒尾駅も廃止となる。
- 1978年（昭和53年）10月 - 三池鉄道、三池本線からの貨物連絡線休止。
- 1984年（昭和59年）2月1日：荷物の取扱を廃止[2]。
- 1987年（昭和62年）4月1日：国鉄分割民営化によりJR九州・日本貨物鉄道（JR貨物）の駅となる[2]。
- 2006年（平成18年）4月1日：JR貨物の駅（貨物の取扱）を廃止[3]。
- 2009年（平成21年）
  - 2月20日：自動改札機が導入される。
  - 3月1日：ICカードSUGOCAの利用を開始[4]。
- 2012年（平成24年）4月8日：駅前のロータリーを整備。万田坑第二竪坑櫓のモニュメントを設置。デザインは有明工業高等専門学校の機械工学科の学生が担当。
- 2018年（平成30年）3月17日：特急「有明」の運転区間短縮により、当駅に停車する特急列車が消滅[5]。
- 2024年（令和6年）11月23日：駅旧事務室を改装したコミュニティスペース「あらおリビング」を開設[6]。

### 駅名の由来
開業時の地名は玉名郡荒尾村（後の荒尾町）だったが、三井三池炭鉱の主力坑だった万田坑から採掘された石炭の取り扱い駅として開業したため、「万田駅」と命名された。その後1942年（昭和17年）に荒尾町が周辺の村と合併し「荒尾市」が誕生したため、駅名も現在の「荒尾駅」に改称された。   
「荒尾」は室町時代の古文書では「荒処」や「阿らお」と記されており、古くからあることは確認できているが「荒尾」となった由来ははっきりしていない。肥後国と筑後国の国境の南側にある荒地を意味する「荒処」が転化した説や、江戸時代の「荒尾手永（てなが）」に由来するという説、またこの地を小代一族荒尾氏が治めていたとされる説がある。

## 駅構造
島式ホーム2面4線と多数の留置線を有する地上駅。互いのホームは跨線橋で連絡している。
みどりの窓口（営業時間7：30 - 12：00　年中無休 ； 2023.10.9時点）が設置されている直営駅である。自動改札機が設置されている。みどりの窓口で発券される乗車券は東海旅客鉄道（JR東海）東海道本線（美濃赤坂線）の荒尾駅と区別するため、きっぷには「（鹿）荒尾」と印字される。また、自動券売機で発券される普通入場券も「（鹿）荒尾駅」と印字されている。
2024年11月に駅舎内（旧事務室）にワーキングスペースや喫茶（および物販）を兼ねた「あらおリビング」を開設、開放（営業）時間は下記の通りである。
- あらおリビング（ワーキングスペース・待合所） - 7:30 - 20:00
- ＆LOCALSインローカル（喫茶・物販） - 11:30 - 16時30（但し、日曜定休）

### のりば
| のりば | 路線       | 方向 | 行先                   | 備考                               |
| ------ | ---------- | ---- | ---------------------- | ---------------------------------- |
| 1      | 鹿児島本線 | 上り | 大牟田・鳥栖・博多方面 | 普通列車用                         |
| 2      | 鹿児島本線 | 上り | 大牟田・鳥栖・博多方面 | 荒尾始発、折り返し普通・快速列車用 |
| 3      | 鹿児島本線 | 下り | 熊本・八代方面         | 普通列車用                         |
| 4      | 鹿児島本線 | 下り | 熊本・八代方面         | 荒尾到着後、回送列車用             |

- 上りでは1番のりば、下りでは3番のりばが主に使用されている。2番のりばは主に荒尾始発・折り返しの鳥栖・博多方面普通、快速列車の発着に使用される。また、4番のりばは荒尾到着後、回送列車になる場合のみ使用されるため、終電時刻付近以外ではほとんど使用されることがない。

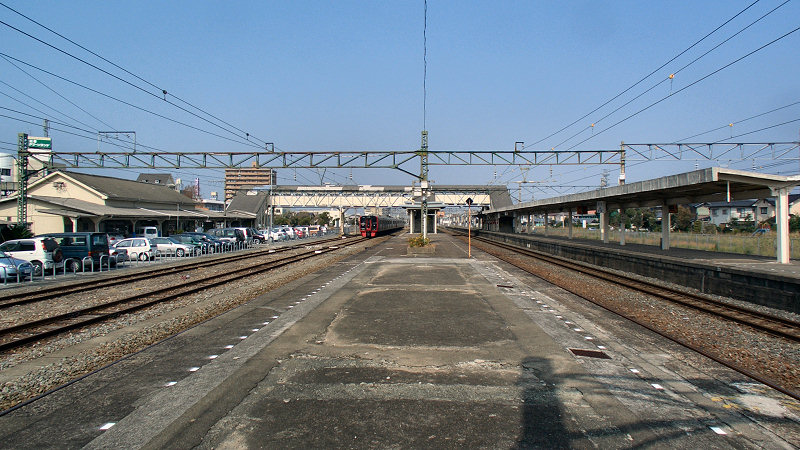
構内（2006年10月、ホームより）
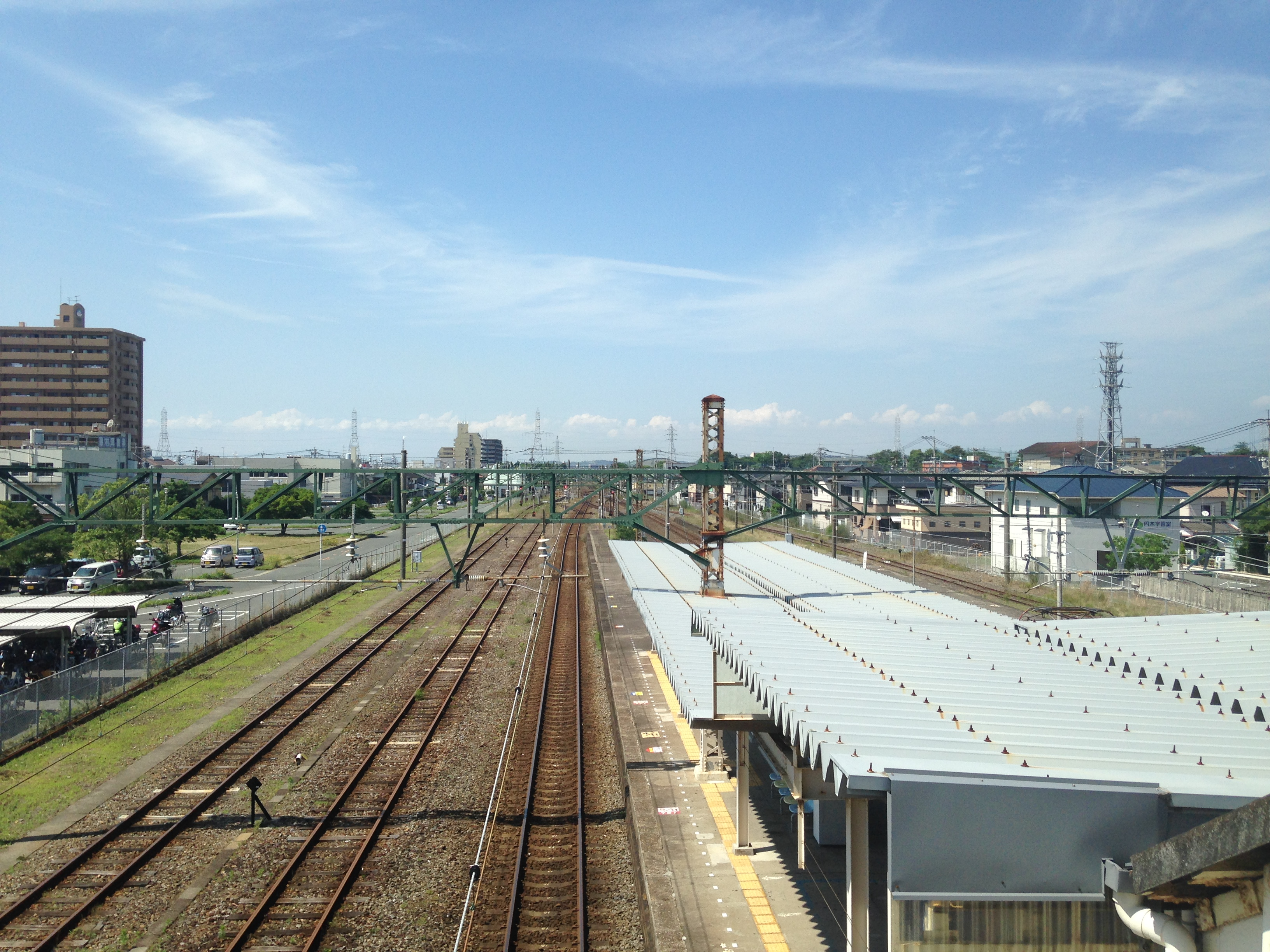
構内（2016年6月、跨線橋から大牟田方面を眺める）
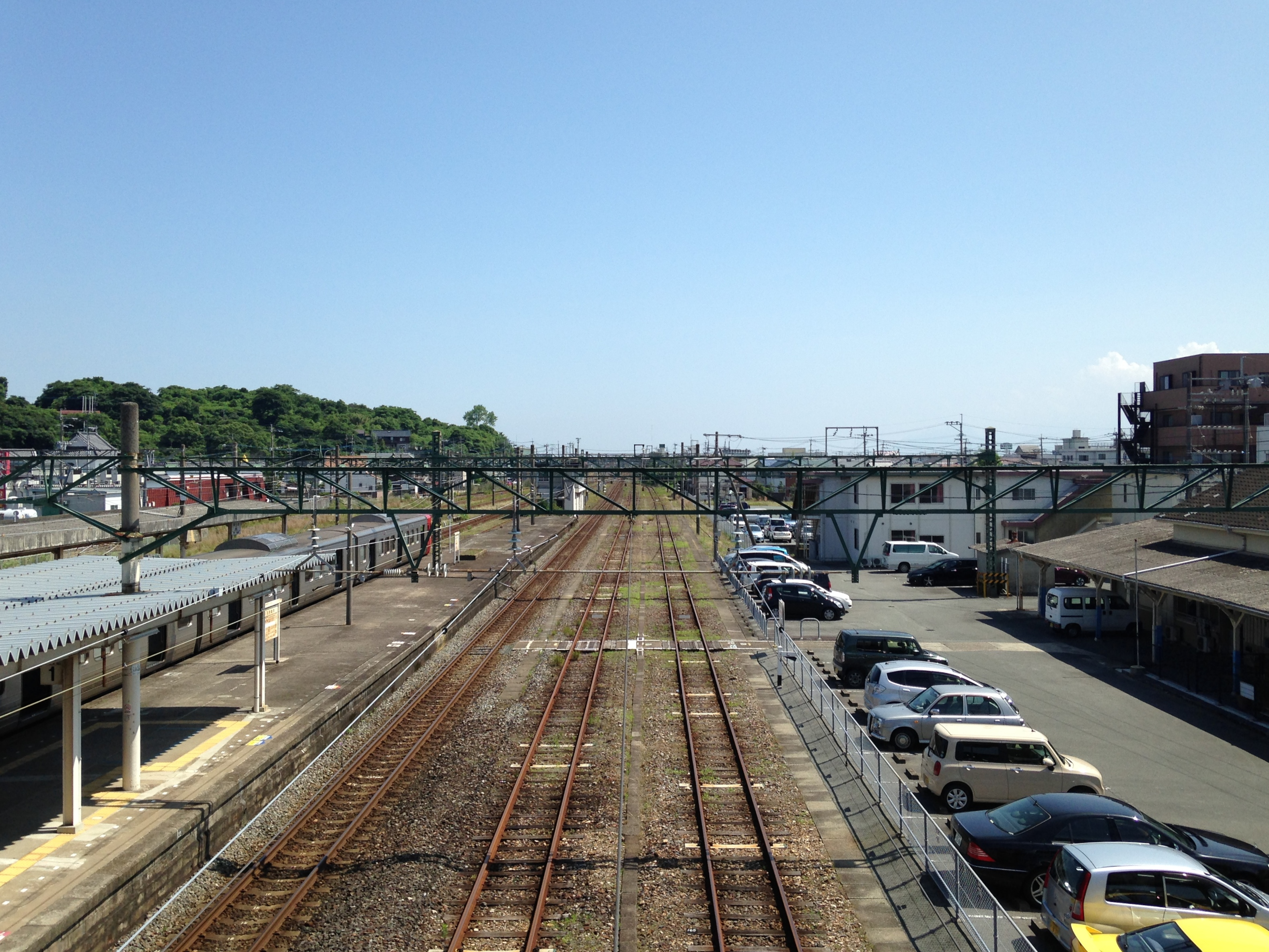
構内（2016年6月、跨線橋から南荒尾方面を眺める）
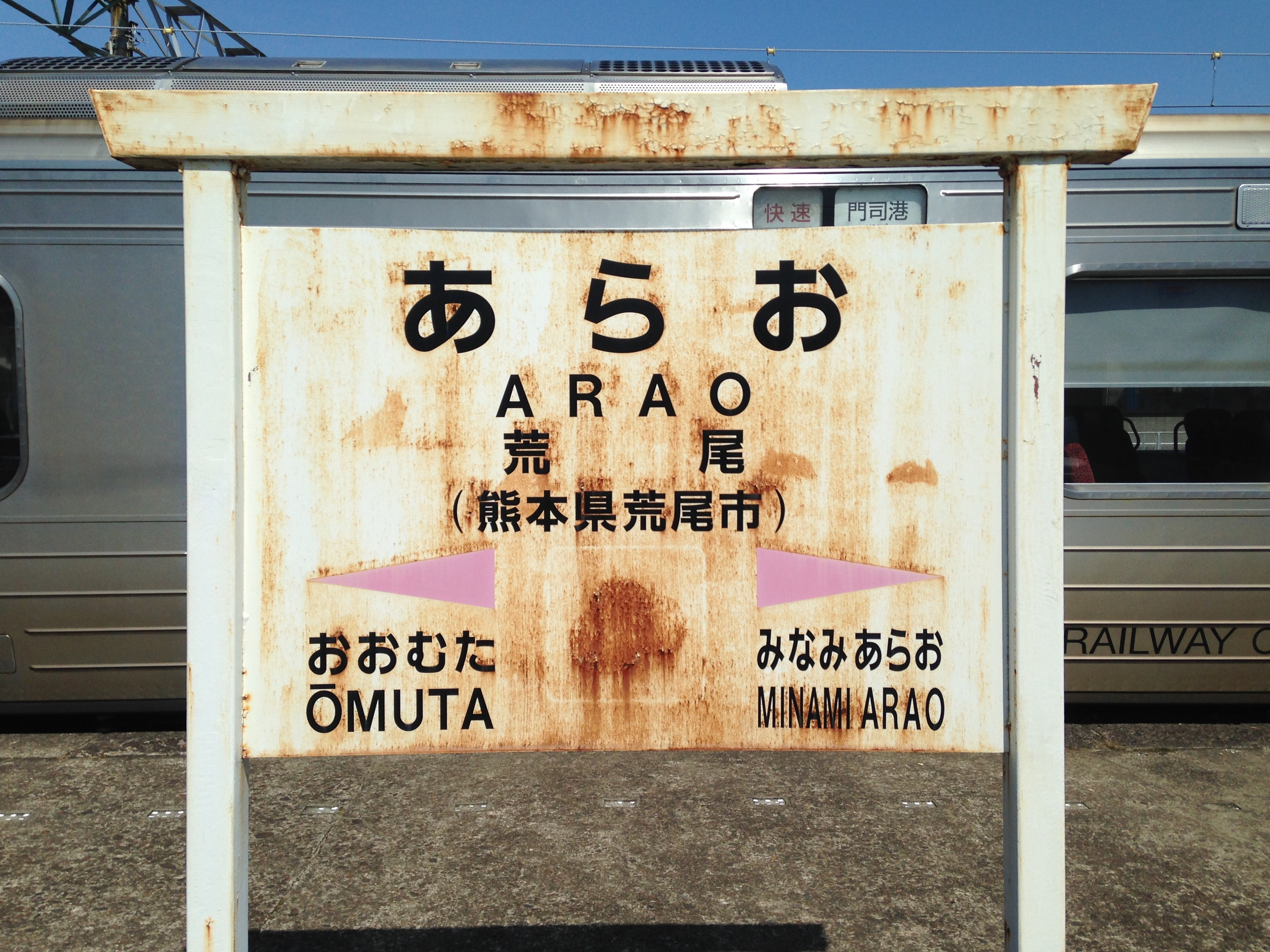
駅名標（2016年6月）

### 旧・市電荒尾駅
JR荒尾駅北東側、大牟田寄りの踏切のある道に面して荒尾市電の荒尾駅（開設時は市電荒尾駅）が存在していた。
市電荒尾駅は小さな木造の小屋のような駅舎があるだけで、木製の島式ホーム2面1線を有する地上駅だった。
国鉄荒尾駅の裏に存在したが、国鉄駅との連絡設備はなく、大牟田寄りの踏切を渡った後南下しなければならなかった。

## 発着列車
朝夕の時間帯に運行される博多・小倉方面からの快速列車の乗り入れは（大牟田駅発着分を除き）当駅までとなっており、熊本・八代方面から来る一部列車は、当駅で博多・小倉方面の快速・普通列車に同じホーム（1・2番のりば）で乗換可能。
かつては日中にも博多・小倉方面 - 当駅間を直通する快速・普通列車が多数あったが、現在では朝夕のみとなっている。
また、以前は、主に博多熊本間を結ぶ特急「有明」が停車しており、九州新幹線を開業した後も規模を縮小しながら運行していた。2018年3月17日ダイヤ改正以前は博多長洲間上り3本・下り2本運行されていたが、改正後は博多大牟田間に短縮・上り1本・平日のみ運行となり、以降、当駅を経由する定期特急列車の設定が無い。（なお、博多大牟田間に短縮された後、当列車は南福岡車両区より当駅まで回送され、更に大牟田駅へ回送して運用に就いていたが、その博多大牟田間の運用も2021年3月13日に廃止され、当駅まで定期特急車両の乗り入れも消滅した。）
また、熊本県では最も遅く最終列車が到着する駅である。

## 利用状況
- JR九州 - 2023年度の1日平均乗車人員は920人である[7]。

2016年以降の1日平均乗車人員の推移は以下の通り。
| 年度   | 1日平均 乗車人員 |
| ------ | ---------------- |
| 2016年 | 1,172            |
| 2017年 | 1,131            |
| 2018年 | 1,054            |
| 2019年 | 1,023            |
| 2020年 | 776              |
| 2021年 | 835              |
| 2022年 | 887              |
| 2023年 | 920              |

## 駅周辺
市役所や荒尾郵便局等が徒歩圏内にあり荒尾市の中心市街地となっているが、人口減に加え、1990年代頃からグリーンランド周辺に多くの商業施設やニュータウンが建設されたこともあり、かつてのような賑わいは無くなっている。市街地は北側の福岡県大牟田市と連続しており、駅前を走る福岡県道・熊本県道126号大牟田荒尾線や、更に西側にある国道389号などを通じて両市の日常的な移動も盛んである。
駅舎は線路の西側にあり、線路の東側との行き来には約500m離れた踏切を横断しなければならない。この不便を解消するために、線路の東側に東口を設け、駅の東と西の人の往来を改善する計画もあるが、財政難のため凍結されている。
- 荒尾市役所
- 荒尾郵便局
- あらお海陽スマートタウン（旧・荒尾競馬場跡）[8]
  - BAOO荒尾（場外馬券場）
  - メガセンタートライアル荒尾店
  - 道の駅ウェルネスあらお（2026年6月開所予定）[9]
  - 有明海沿岸道路（第二期工事区間）- 荒尾北IC（仮称）[10][11]
- 四ッ山
- 四ッ山神社
- 荒尾市立万田小学校
- イオンタウン荒尾
- ドン・キホーテ 荒尾店
- ケーズデンキ荒尾店
- 三井三池炭鉱万田坑 - 駅から北東へ約2km
- 三池港
- あらおシティモール
- ヤマト運輸荒尾営業所
- グリーンランドリゾート - 駅から約3km離れている。
  - グリーンランド（遊園施設、旧名称「三井グリーンランド」）
  - ホテルヴェルデ
  - ホテルブランカ
  - グリーンランドリゾートゴルフコース（旧 三井グリーンランドゴルフコース）
  - 天然グリーンランド温泉 弥生乃湯
  - KKT総合住宅展示場NEO

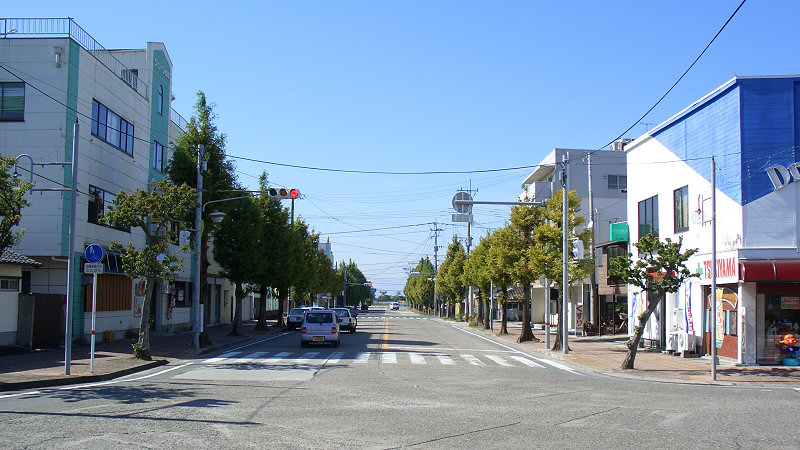
駅前から西を見る
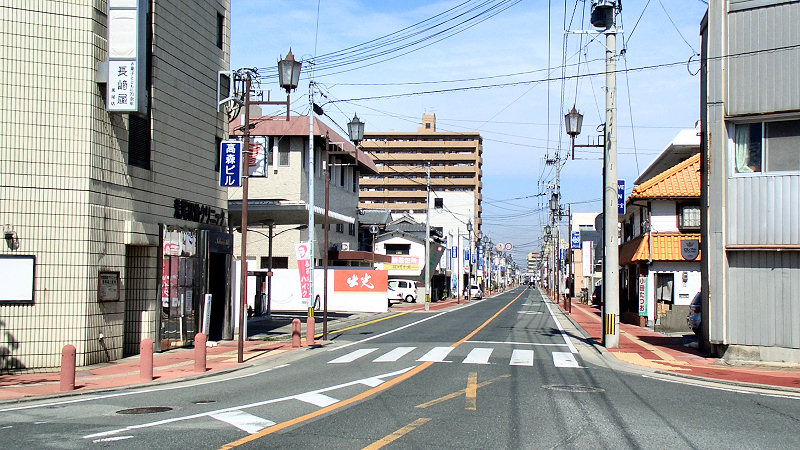
駅前から北を見る
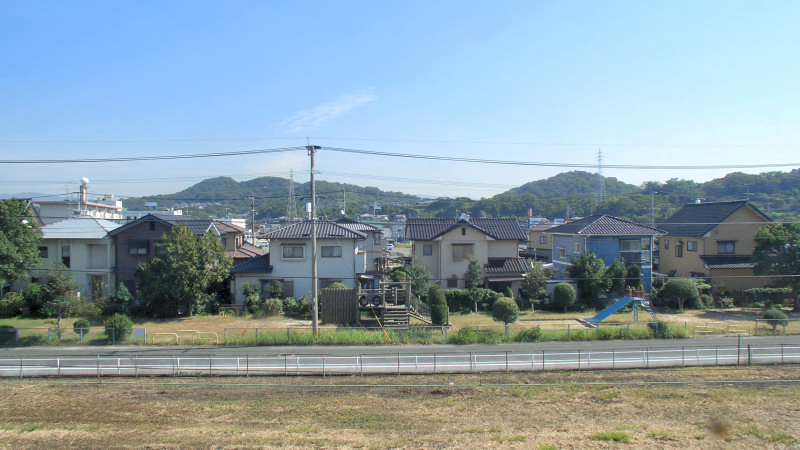
駅裏（東側）の様子
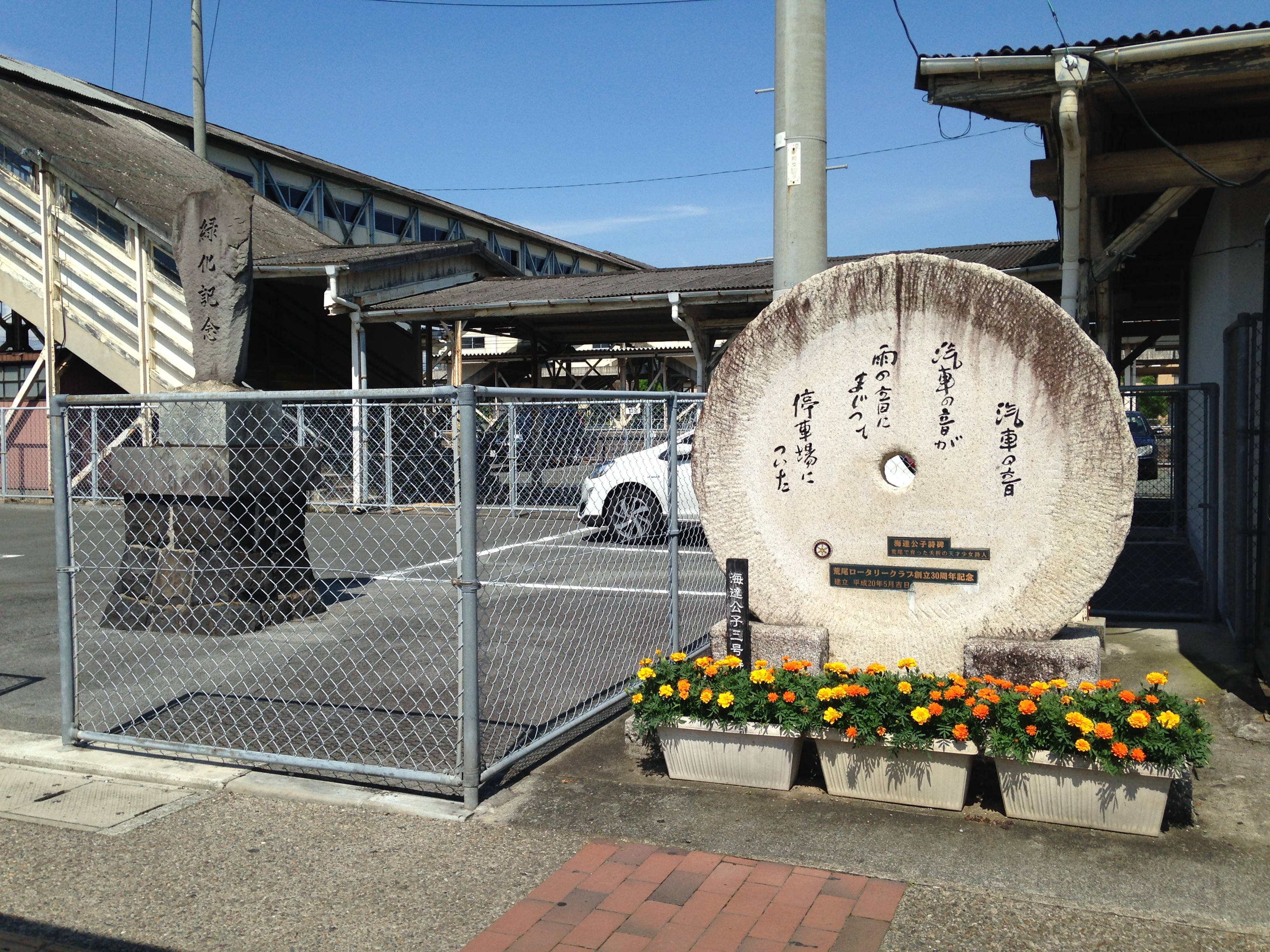
緑化記念碑（左）と海達公子詩碑（右）

## バス路線
駅前ロータリーにある荒尾駅前バス停留所からは、2005年まで運行していた荒尾市営バスの路線を引き継ぎ運行している産交バスと県境・四ツ山を経て大牟田市へ向かう西鉄バス大牟田、2社のバス路線が乗り入れている。

### バスのりば
荒尾バスセンターについては「荒尾BC」と省略。
| 運行事業者                     | 路線                                                      | 系統・行先 | 備考                             |                                  |
| ①のりば（荒尾市内）            | ①のりば（荒尾市内）                                       | ①のりば（荒尾市内） | ①のりば（荒尾市内）              |                                  |
| ------------------------------ | --------------------------------------------------------- | --- | -------------------------------- | -------------------------------- |
| 産交バス                       | 倉掛循環線                                                | 5（右回り）：荒尾BC（万田坑前・倉掛・聖人原・緑ヶ丘方面)5（左回り）：荒尾BC（荒尾市役所・岱志高学前・有明医療センター・ゆめタウンシティモール方面) |                                  |                                  |
| 産交バス                       | 八幡台線                                                  | 8：四ツ山8： 八幡台一丁目（荒尾市役所・有明医療センター・荒尾BC・井川口)                                                                           |                                  |                                  |
| 産交バス                       | グリーンランド線                                          | 11：荒尾BC（荒尾市役所・グリーンランド正門・ゆめタウンシティモール)                                                                                |                                  |                                  |
| 産交バス                       | 桜山線                                                    | 31：イオンタウン 31荒尾BC（荒尾市役所・海陽中前・有明医療センター・桜山団地上・井川口)                                                             |                                  |                                  |
| ②のりば（大牟田方面）          |                                                           | |                                  |                                  |
| 西鉄バス大牟田                 |                                                           | |                                  |                                  |
| 大牟田市内線                   | 2：久福木団地（天領小前・大牟田駅前・旭町・三池中町）     | |                                  |                                  |
| 大牟田市内線                   | 4：三池中町（天領橋・白金町・大牟田駅前・通町・高泉団地） | 平日6時から8時台の運行便は「高泉団地」通過 |                                  |                                  |
| ③のりば（高速バス 福岡空港行） |                                                           | |                                  |                                  |
| 西鉄バス大牟田                 | 荒尾・大牟田 - 福岡空港線                                 | 同路線は2021年8月1日より運行休止 | 同路線は2021年8月1日より運行休止 | 同路線は2021年8月1日より運行休止 |

## 隣の駅
九州旅客鉄道（JR九州）
/■鹿児島本線
■快速
大牟田駅 (JB27) - 荒尾駅 (JB28)
■区間快速・■普通
大牟田駅 (JB27) - 荒尾駅 (JB28) - 南荒尾駅

### かつて存在した路線
荒尾市交通局
荒尾市営電車線
荒尾駅 - 境崎駅